# Lee Jin-hyuk
Lee Sung-joon (hangul= 이진혁, hanja= 李鎭赫, RR= Lee Jinhyeok; Seongbuk-gu, Seúl, 8 de junio de 1996), conocido artísticamente como Lee Jin-hyuk, es un actor, cantante y rapero surcoreano.

## Biografía
Nació con una enfermedad cardíaca crónica por la que una de sus válvulas no funcionaba correctamente, por lo que fue operado cuando era pequeño.

## Carrera
Es miembro de la agencia TOP Media.
El 22 de julio de 2019 anunció que dejaría el nombre artístico de "Wei" y comenzaría a promocionar bajo el nombre de "Lee Jin-hyuk".
El 10 de agosto del mismo año realizó su primera reunión de fans en solitario en Seúl, Corea del Sur. Posteriormente el 15 de septiembre del mismo año realizó una reunión de fans en Tailandia, el 13 de octubre del mismo año en Taiwán, el 14 de diciembre del mismo año en las Filipinas y el 21 de diciembre del mismo año en Macao.

### Música
Desde 2015 es miembro del grupo surcoreano UP10TION junto a Jinhoo, Kuhn, Kogyeol, Bitto, Kim Woo-seok, Sunyoul, Gyujin, Hwanhee y Xiao. Fue el noveno miembro del grupo en ser introducido al público. Dentro del grupo tiene uno de los puestos de rapero. Previamente dentro del grupo utilizaba el nombre artístico de Wei hasta julio de 2019 después de cambiarlo al nombre, Lee Jin-hyuk.
El 22 de agosto de 2019 la agencia TOP Media confirmó que debutaría como solista, lo cual sucedió el 9 de noviembre del mismo año con el lanzamiento de su álbum "S.O.L".
El 30 de junio de 2020 lanzó su segundo álbum en solitario, "Splash!", acompañado con la canción principal del álbum, "Bedlam".
En diciembre del mismo año anunció que estaba preparándose para su regreso durante la primera mitad del 2021.

### Televisión
Realizó su debut en la televisión en marzo de 2020 cuando se unió al elenco recurrente de la serie Find Me in Your Memory donde interpretó a Jo Il-kwon, un nuevo reportero de "News Live" (HBN) que termina saliendo con Yeo Ha-kyung (Kim Seul-gi).
En agosto de 2021 se unirá al elenco del spin-off de "Love PlayList" - Dear.M donde dará vida a Gil Mok-jin, un estudiante de psicología.
Ese mismo mes del mismo año se unirá al elenco recurrente de la serie Please Check the Event donde interpretará a Song Jong-ho, un joven youTuber y bailarín callejero que actúa rápidamente según sus impulsos.
En octubre del mismo año se anunció que se había unido al elenco secundario de la serie Why Oh Soo Jae? donde dará vida a Nam Chun-poong, un alegre y optimista estudiante de derecho, quien una vez fue un aprendiz de ídol, pero renunció a ese sueño para estudiar e ingresar a la escuela de leyes.

## Filmografía

### Series de televisión
| Año  | Título                 | Personaje       | Notas              | Ref.          |
| ---- | ---------------------- | --------------- | ------------------ | ------------- |
| 2020 | Find Me in Your Memory | Jo Il-kwon      |                    | [ 21 ]        |
| 2020 | Hanging On             | Jung-shin       | 10 episodios       | [ 22 ]        |
| 2021 | Please Check the Event | Song Jong-ho    |                    |               |
|      | Why Her?               | Nam Chun-poong  |                    | [ 23 ]        |
| 2022 | Dear.M                 | Gil Mok-jin     |                    | [ 24 ] [ 25 ] |
| 2024 | Hablando con franqueza | Song Poong-baek |                    | [ 26 ] [ 27 ] |
| 2025 | Kick Kick Kick Kick    |                 | Aparición especial | [ 28 ] [ 29 ] |

### Programas de variedades
| Año         | Título                              | Notas                                                                    |
| ----------- | ----------------------------------- | ------------------------------------------------------------------------ |
| 2021        | I Like To Eat On Saturday           | [ 30 ]                                                                   |
| 2020        | Running Man                         | (ep. #503) - invitado                                                    |
| 2020        | Knowing Bros (Ask Us Anything)      | (ep. #243) - invitado                                                    |
| 2020        | TMI News                            | (ep. #54) - invitado                                                     |
| 2020        | Amazing Saturday (DoReMi Market)    | (ep. #105) - invitado                                                    |
| 2020        | Salty Hour                          | (ep. #113-115) - invitado                                                |
| 2020        | Master in the House                 | (ep. #114-115) - aprendiz de un día                                      |
| 2020        | Holly Molly                         | miembro                                                                  |
| 2020        | Boy's Mental Camp (Boys' Mind Camp) | miembro                                                                  |
| 2020        | Idol On Quiz                        | (ep. #10) - junto a Kim Woo-seok - invitados                             |
| 2020        | Sing and Stay: Season 2             | (ep. #6) - invitado                                                      |
| 2020        | Oh! My Part, You                    | (ep. #11) - panelista invitado                                           |
| 2020        | Friendship Tour: Like It            | miembro                                                                  |
| 2019, 2020  | Radio Star                          | (ep. #658) - presentador invitado (ep. #629) - invitado                  |
| 2019        | Let's Eat Dinner Together           | (ep. #153) - invitado                                                    |
| 2019        | Idol Dabang: Season 2               | (ep. #1) - invitado                                                      |
| 2019        | Don Quixote                         | miembro                                                                  |
| 2019        | Five Cranky Brothers (5 Bros)       | miembro                                                                  |
| 2019        | Eonni's Salon (Unnie's Salon)       | pasante                                                                  |
| 2019        | Those Who Cross the Line - Returns  | (ep. #7, 10-11) - invitado                                               |
| 2019        | Tell Me (Hurry Up And Talk)         | (ep. #5-10) - miembro                                                    |
| 2019        | Hon-Life: Satisfaction Project      | (ep. #4-5) - presentador especial                                        |
| 2019        | We K-POP                            | (ep. #22) - invitado                                                     |
| 2019        | Run.wav                             | (ep. #13) - junto a UP10TION - invitados                                 |
| 2019        | Inkigayo                            | [ 50 ]                                                                   |
| 2019        | Produce X 101                       | (ranking no.11) - concursante                                            |
| 2018, 2019  | Fact iN Star                        | (ep. #70, 109) - junto a UP10TION - invitados                            |
| 2018        | LEGENDARY: Making of a K-Pop Star   | junto a UP10TION - invitados                                             |
| 2017        | K-RUSH                              | (ep. #4) - junto a Kogyeol, Bitto, Sunyoul, Gyujin y Hwanhee - invitados |
| 2016        | Hello Counselor: Season 1           | (ep. #301) - junto a Kuhn - invitados                                    |
| 2016        | Weekly Idol                         | (ep. #233) - junto a UP10TION - invitados                                |
| 2016        | Fan Heart Attack Idol TV            | (ep. #10) - junto a UP10TION - invitados                                 |
| 2015 - 2018 | After School Club                   | (ep. #179, 193, 225, 272, 346) - junto a UP10TION - invitados            |
| 2015        | Masked Rookie King                  |                                                                          |
| -           | Pops in Seoul                       |                                                                          |

### Reality shows
| Año  | Título           | Notas                          |
| ---- | ---------------- | ------------------------------ |
| 2017 | UP10TION Please! | 6 episodios - junto a UP10TION |
| 2015 | U10TV            | junto a UP10TION               |
| 2015 | Rising! Up10tion | junto a UP10TION               |
| -    | U10SECONDS       | junto a UP10TION               |

### Eventos
| Año  | Título                                 | Notas            |
| ---- | -------------------------------------- | ---------------- |
| 2018 | 2018 Idol Star Athletics Championships | junto a UP10TION |
| 2017 | 2017 Idol Star Athletics Championships | junto a UP10TION |

### Programas de radio
| Año  | Título     | Cadena | Notas               |
| ---- | ---------- | ------ | ------------------- |
| 2019 | Idol Radio | MBC FM | presentador inviado |

### Revistas / sesiones fotográficas
| Año  | Título                | Notas         |
| ---- | --------------------- | ------------- |
| 2020 | Singles Magazine      | [ 52 ]        |
| 2019 | @star1 Magazine       | [ 53 ] [ 54 ] |
| 2019 | Allure Magazine       | [ 55 ]        |
| 2019 | Cosmopolitan Magazine | [ 56 ]        |

## Discografía
| Año  | Intérprete(s)                                 | Canción  | Álbum                         | Notas |
| ---- | --------------------------------------------- | -------- | ----------------------------- | ----- |
| 2018 | Lee Jin-hyuk, Sunyoul y Hwanhee (de UP10TION) | "Flower" | OST Pt.3 de "Ms. Ma, Nemesis" |       |

### Singles
| Fecha                  | Título | Canciones                                                        | Notas |
| ---------------------- | ------ | ---------------------------------------------------------------- | ----- |
| 4 de noviembre de 2019 | S.O.L  | 1. I Like That 2. VILLAIN (빌런) 3. 돌아보지마 (Follow Me & You) | -     |

### Miniálbum
| Fecha               | Título | Canciones | Notas          |
| ------------------- | ------ | --- | -------------- |
| 30 de junio de 2020 | Splah  | 1. 난장판 (Bedlam) 2. 피카소 (Picasso) 3. 라이벌 (Rival) 4. 홀리졸리 (Holly Jolly) 5. 놀이터 (Playground) 6. 단비 (Sweet Rain) 7. 올라갈땐 (2017) (Don’t Worry) | - (sólo en CD) |

## Premios y nominaciones
| Año  | Categoría      | Premio               | Trabajo                | Resultado |
| ---- | -------------- | -------------------- | ---------------------- | --------- |
| 2020 | Best New Actor | 39th MBC Drama Award | Find Me in Your Memory | Nominado  |